# 黄忠 (法国)
黄忠（法語：Hoang Chung，1925年3月2日—2003年3月8日），法军首席准尉。他是越南华裔侬族人，祖籍中国云南。他是印度支那侬族游击队和特种部队成员，也是混合空降突击队和第11冲击降落伞团成员。

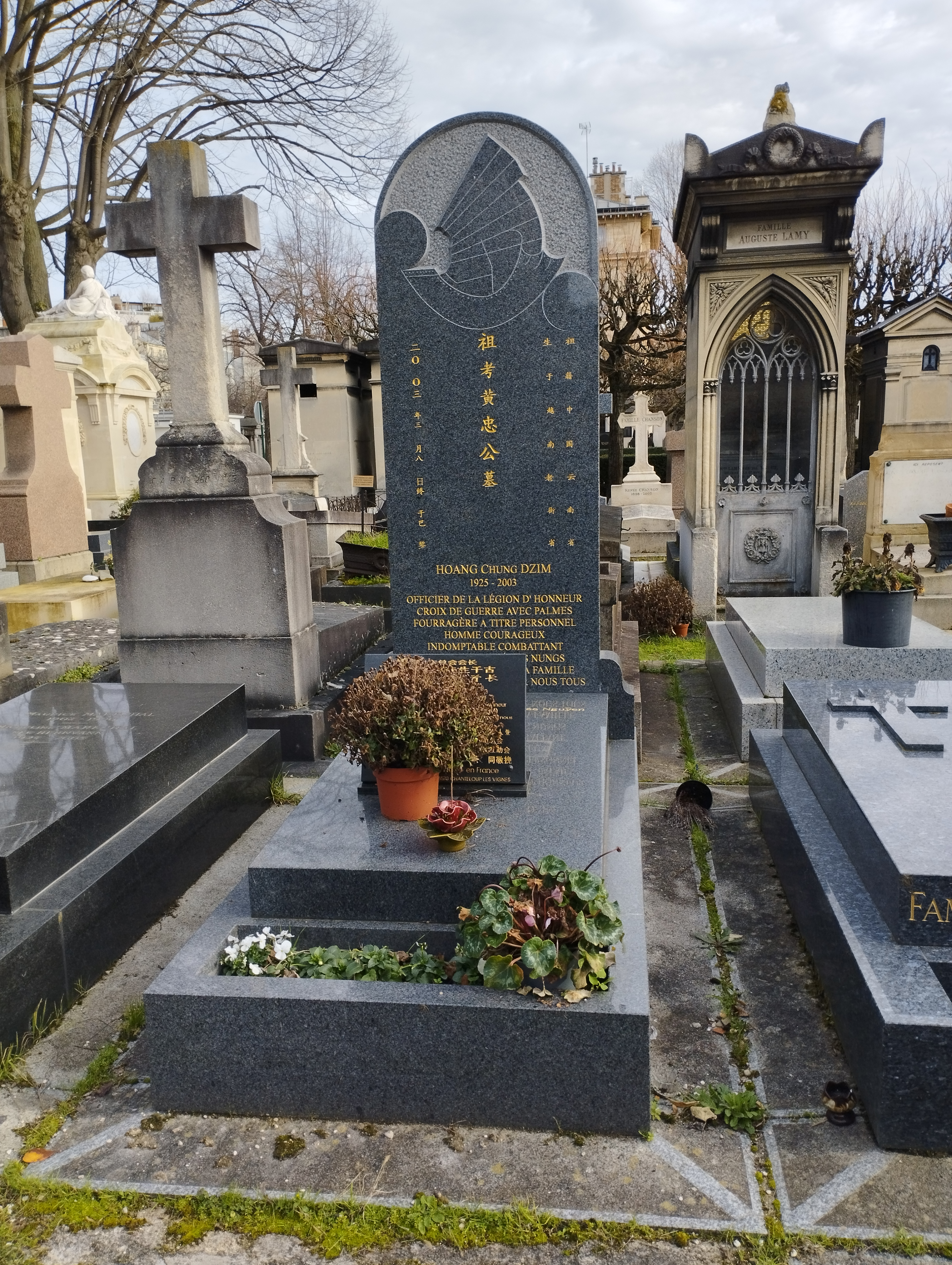
位于蒙帕纳斯公墓的黄忠墓地